# Фернанди, Франческо
Франческо Фернанди (итал. Francesco Fernandi), известный также под прозванием Империали (итал. L’Imperiali; 1679, Милан — 1740, Рим) — итальянский живописец периода рококо.

## Жизнь и творчество
Франческо родился в Милане, в семье Доменико и Франчески Герарди, учился у Карло Вимеркати, художника семьи Борромео. Много путешествовал. После пребывания в Палермо, о котором мало что известно, в 1705 году он переехал в Рим. Там он присоединился к большой мастерской художников, работавших под руководством Карло Мараты. В Риме ему покровительствовал кардинал Джузеппе Ренато Империали, от которого он и получил фамилию Империали. Его покровитель предоставлял ему различные церковные заказы, в том числе: «Мученичество Святого Ромуальдо» для церкви Сан-Грегорио-аль-Челио (1732), «Истории святых Иларио и Валентина» для собора Витербо (1724) и «Мученичество Святого Евстафия» для базилики Сант-Эвстакио также в Риме. Одна из его алтарных картин: «Мадонна с чётками и Младенцем» находится в соборе Ветралла, его же алтарный образ сохранился в церкви Сан-Франческо в Губбио.
О художнике сообщал итальянский аббат, историк искусства, Луиджи Ланци: «Франческо Фернанди, известный как L’Imperali, представляет Мученичество Сант-Эвстахио в его церкви, хорошо задуманное и очень разумно окрашенное».
В Риме Франческо Империали открыл собственную мастерскую и, очевидно, пользовался популярностью у приезжих британских художников, будучи наставником Аллана Рамзи и Уильяма Хора. Среди его итальянских учеников — малоизвестный Камилло Падерни и более известный Помпео Батони. В 1723 году вместе со своим другом Агостино Мазуччи был принят в Академию Святого Луки. Он овладел живописью самых разных жанров, тем и сюжетов, и его биограф Никола Пио описывал его как изображавшего «все виды природных вещей, в совершенстве, с усердием и без академизма (он рисует) всевозможных животных и рыб во множественном и единственном числе, а также фрукты, цветы, хрустальные изделия, золотые и серебряные кубки, гобелены, виды, и пейзажи… Исторические картины и все, что попадет ему в руки…».

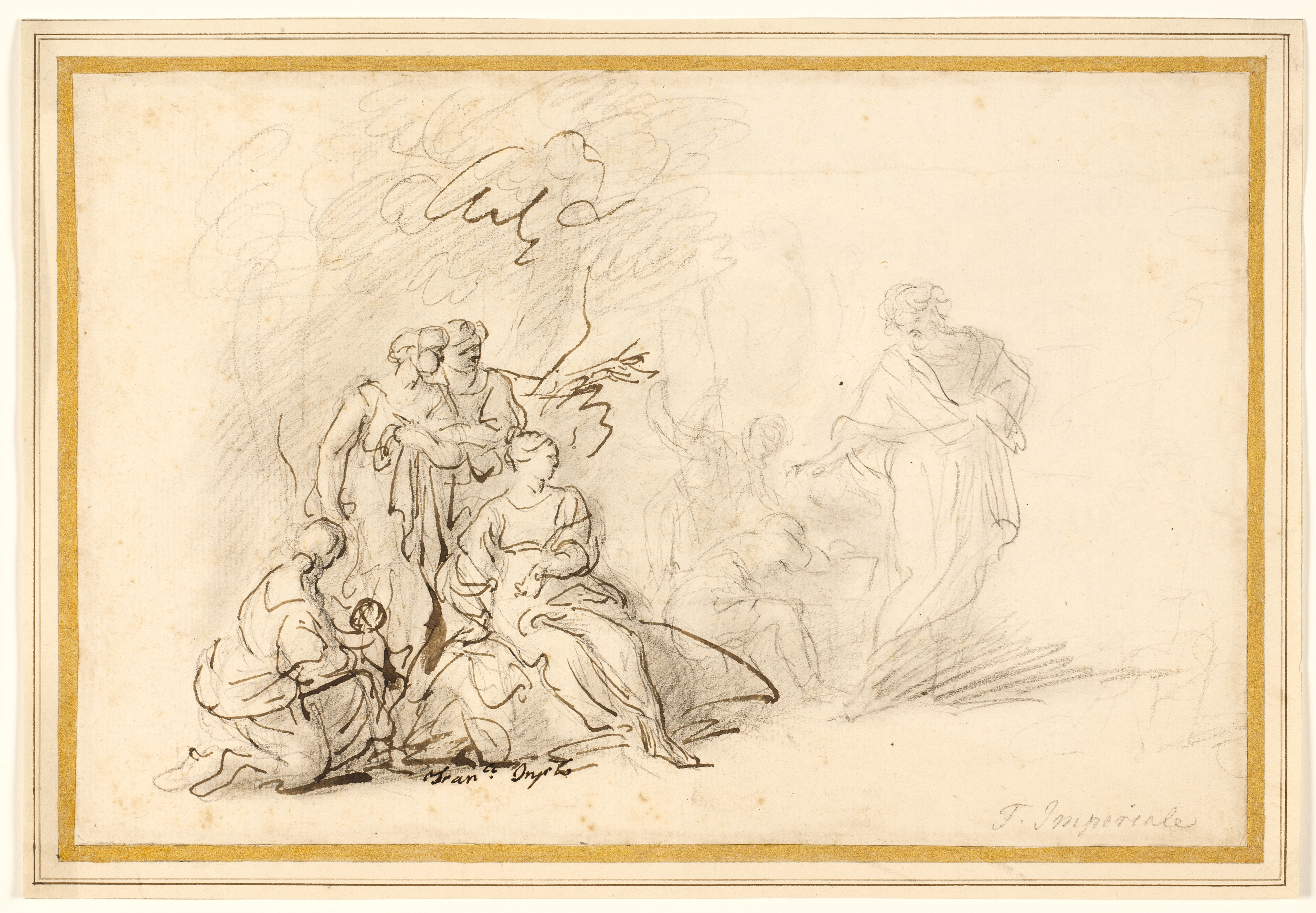
Ребекка прячет идолов от Лавана. Бумага, карандаш, перо, тушь. 	Государственный музей искусств, Копенгаген
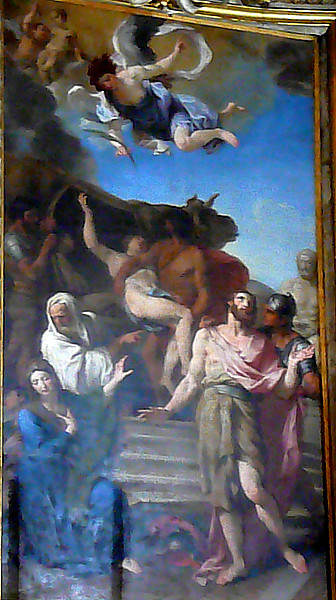
Мученичество Святого Евстафия. Холст, масло. Церковь Сант-Эвстакио, Рим
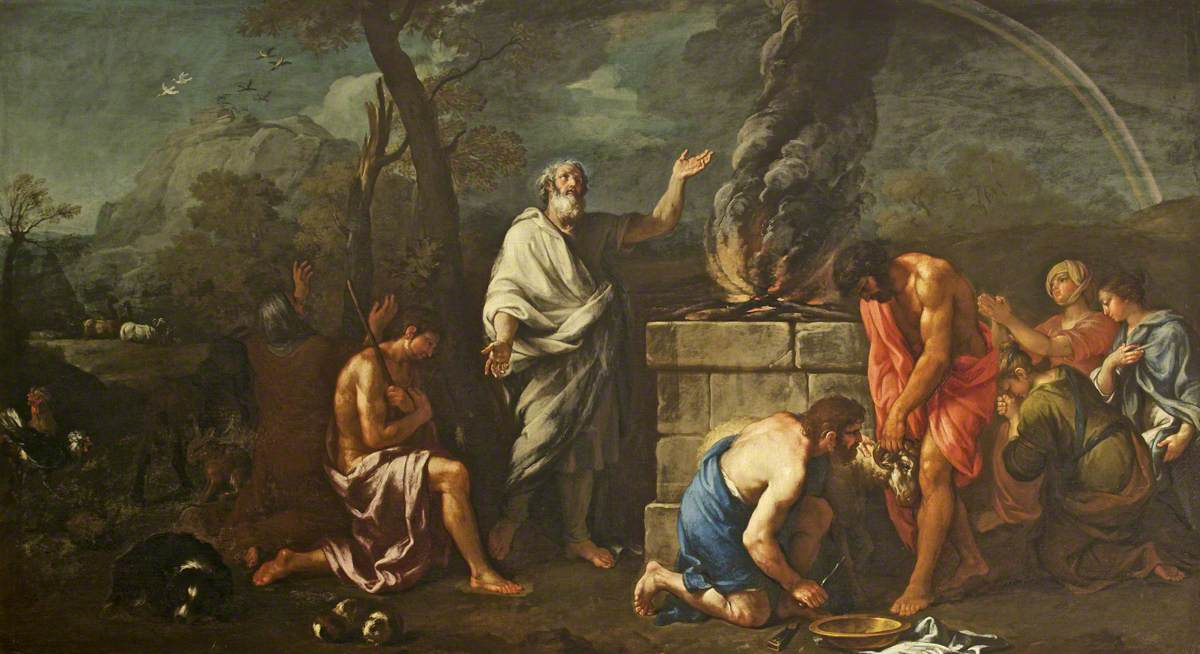
Жертвоприношение Ноя. Ок. 1720. Холст, масло.  Национальный фонд, Великобритания
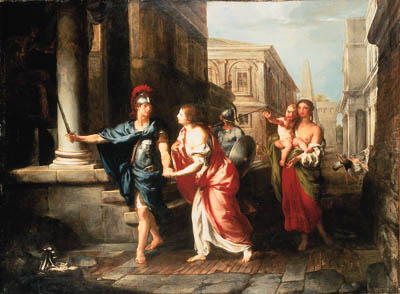
Расставание Гектора и Андромахи. Холст, масло. Частное собрание